# Ferekalsi Debesay
Fregalsi Debesay Abrha, nascido a 10 de junho de 1986 em Tsazega, é um ciclista eritreio que foi membro da equipa MTN Qhubeka desde 2012 até 2014. O seu irmão Mekseb Debesay também é ciclista profissional.

## Palmarés
2009
- 2 etapas do Tour de Egipto

2010
- 2 etapas do Tour de Ruanda

2011
- Campeonato da Eritreia em Estrada
- 2º no Campeonato da Eritreia Contrarrelógio

2012
- 3º no Campeonato Africano em Estrada

2014
- 1 etapa da Tropicale Amissa Bongo[1]